# まじかる☆タルるートくん (1991年の映画)
『まじかる☆タルるートくん』は東映アニメフェア'91春の1作として1991年3月9日に公開された映画作品。江川達也原作の漫画『まじかる☆タルるートくん』の劇場版第1作。カラー・ビスタビジョン・51分。キャッチコピーは「泣くな、タル!俺たち別れてもずっとずーっと友だちだぞ!」。

## 概要
山内重保は当初、「タルるートのかわいい絵を生かして、彼（タルるート）中心の子供向きに楽しい話にしようと追っています」としていたが、「けっきょく東映ではひさしぶりにロボットやメカがドンパチあばれる映画になりました」と語っている。

## ストーリー
脱走してきた魔法幼稚園からティチアヌ先生がタルるートを迎えに来る。
そんな中、本丸の母、千鶴が原因不明の高熱に倒れる。その病気は魔法界にある百万年に一度しか実を結ばない命の実しか治せないという。そんなタルるートの弱みに付け込んだティチアヌは千鶴を助ける代わりに魔法界に戻ることを強制的に約束させる。
偶然、命の実を手に入れるも、地獄界から無敵ロボット、ゴーレムが現れる。彼を倒すためには命の実を使うしかないという。
果たして本丸とタルるートは世界を、千鶴を救うことができるか。

## ゲストキャラクター
オシエル・ティチアヌ
魔法幼稚園の先生でもある超エリート（タバンバ談）魔法使い。
タルを連れ戻しに人間界に現れ、千鶴の病気を治す代わりにタルに魔法界に戻る約束をさせるが、タバンバがゴーレムを召喚してしまったことやゴーレムとの戦いでのタルと本丸の友情に感化されたこと、戦い終わった後に命の実が咲いたことから、タルの人間界生活を見守ることにした。
デザインは江川達也が手掛けた。

タバンバ
ティチアヌの弟子である魔法鳥。
おしゃべりで生意気な性格でタルをおちこぼれと見下しているが、自身もティチアヌからは三流魔法使いと評されている程のドジ。ティチアヌには頭が上がらないものの彼女のことを強く慕っている。卵型爆弾を使用。
ティチアヌの指示を無視して、1人でタルを連れ戻そうとするも失敗してしまったため、ティチアヌに愛想を尽かされてしまい、タルと本丸への復讐心を地獄界に利用され、ゴーレムを召喚してしまう。事件後、ティチアヌと共に魔法界に帰還。

ゴーレム
地獄界の無敵ロボット。
壊れたブリキロボットを媒体にタバンバが召喚。南町で大暴れし、原子が指揮するハラコディア号率いるグレートスペシャルサンダー隊も壊滅させる。最終的には、本丸がソードペンまじっくんから打ち出した命の実で倒された。

## 登場人物
- タルるート：TARAKO
- 江戸城本丸：高山みなみ
- 河合伊代菜：冬馬由美
- 大綾真理 ：鶴ひろみ
- 原子力：堀川亮
- 邪馬じゃば夫：塩屋翼
- 両口屋是清：浦和めぐみ
- 伊知川累：杉山佳寿子
- りあ・キナカーモ：山本百合子
- サッカーボール：小林俊夫
- 江戸城千鶴 ：本多知恵子
- 江戸城軍之介：堀秀行
- オシエル・ティチアヌ：平野文
- タバンバ ：三ツ矢雄二

## スタッフ
- 製作：今田智憲、芽野力造
- 原作：江川達也
- 企画：籏野義文、関弘美、週刊少年ジャンプ
- 製作担当：横井三郎、藤橋秀行
- 脚本：菅良幸
- 音楽：横山菁児
- 撮影監督：福田岳志、菅谷信行
- 編集：片桐公一
- 録音：市川修
- 美術監督：坂本信人
- 作画監督：大倉雅彦
- 監督：山内重保
- 原画：伊藤郁子、櫛渕敏、濱州英喜、福田道生、越智一裕、清山滋崇、小村敏明、結城有宏、鈴木健之、一志勝利、宇佐美皓一、小林明美、本猪木浩明、藤川太、阿部順子、吉原正行、竹内浩志、牛来隆行、下坂英男、近永健一、青木哲郎、青野厚司、江口寿志、安藤正浩、津野田勝敏、片田亜起夫、玉川達文、秋元勇一、村上隆也、原英司、堀内修、佐藤敬一、内藤真由美 、大倉雅彦
- 動画チェッカー：木村枝里子、中村幸子
- 動画：高垣知子、吉川真奈美、大島孝美、山口幸俊、小林美穂子、勝沼正幸、上野阿津子、曽我良子、石塚誠、藤井孝博、堤章江、佐野洋陽子、飯田悟、岩元昭、天神林淳司、湯川眞千子
- 背景：太田大、谷口淳一、鷲崎博、塩崎広光、堀越幸江、佐藤美幸
- トレス：豊永真一、伊東史江
- 彩色：豊永美幸、五木田幸子、須藤美穂、菅原薫、北山裕子、由田坂あき子、羽石隆志
- セログラフ：鳥本佐智子、加藤まり子
- 特殊効果：中島正之
- 色指定：坂本陽子
- 仕上検査：浅井聡子
- 撮影：山川進、広川二三男、神山茂男、山上純夫、吉野和宏、嶋田緒、田口久男、松下力也、岩崎敦、五十嵐香
- 効果：石野貴久
- ネガ編集：堀越始子
- 記録：小川真美子
- 仕上進行：清水洋一
- 美術進行：田村晴夫
- 製作進行：田中浩司、坂本健一
- 監督助手：幾原邦彦、木戸睦、岩井隆央
- 作画監督補佐：濱州英喜、伊藤郁子、櫛渕敏、福田道生
- 録音スタジオ：タバック
- 現像：東映化学
- 制作：集英社、朝日放送、東映動画

## 受賞歴
- 第9回ゴールデングロス賞優秀銀賞[4]

## 同時上映
- ドラゴンボールZ 超サイヤ人だ孫悟空